# انرژی تعامل
در فیزیک انرژی تعامل سهمی از کل انرژی است که در اثر تعامل میان دو شی به وجود آمده. معمولاً انرژی تعامل بستگی به موقعیت نسبی اشیاء دارد. برای مثال رابطهٔ مقابل: {\displaystyle Q_{1}Q_{2}/(4\pi \epsilon _{0}\Delta r)} نشان دهندهٔ انرژی تعامل الکترواستاتیک میان دو جسم با بارهای {\displaystyle Q_{1}}, {\displaystyle Q_{2}} است. انرژی تعامل مافوق مولکولی یکی از اصلی‌ترین راه‌ها برای بررسی انرژی تعامل محاسبهٔ تفاوت میان انرژی‌های اشیاء جدا شده و انرژی آن‌ها در حالت وصل شده‌است.
در مورد دو جسم،A و B، انرژی تعامل می‌تواند بر اساس رابطهٔ زیر نوشته شود:
{\displaystyle \Delta E_{int}=E(A,B)-\left(E(A)+E(B)\right)}
- {\displaystyle E(A)} و {\displaystyle E(B)} انرژی اشیاء جدا شده یا مونومرها هستند.
- {\displaystyle E(A,B)} انرژی اشیاء متصل شده یا دایمر هستند.

برای سیستم‌های بزرگتر، متشکل از اشیاء  Nء، این رابطه می‌تواند به رابطهٔ مجموع انرژی تعامل گسترده (به انگلیسی: total many-body interaction energy) تعمیم یابد که در زیر بیان گشته:
{\displaystyle \Delta E_{int}=E(A_{1},A_{2},..,A_{N})-\sum _{i=1}^{N}E(A_{i})}
یکی از اشکال‌های این رابطه این است که انرژی تعامل نهایی معمولاً بسیار کمتر از کل انرژی است که از آن محاسبه شده، بنابراین شامل عدم قطعیت نسبی بسیار زیادی است. همچنین در محاسبات شیمیایی کوانتومی و هنگام استفاده از محاسبات توابعی اتم محدود متمرکز(به انگلیسی: finite atom centered basis functions) اشتباهات در محاسبات مجموعه اساس انطباق(به انگلیسی: basis set superposition error) منجر به دستگاری نتایج توسط دانشمندان و تثبیت مصنوعی(به انگلیسی: artificial stabilisation) می‌شود.